# Fílyron
Fílyron (grec moderne : Φίλυρον) est une localité située dans le dème de Pyléa-Chortiátis, dans le district régional de Thessalonique, dans la periphérie de Macédoine-Centrale, en Grèce.
Selon le recensement de 2011, elle compte 5 495 habitants.